# Petit Moineau
Ne doit pas être confondu avec Moineau soulcie.
Pour les articles homonymes, voir Moineau soulcie (homonymie).
Gymnoris dentata
Espèce
Synonymes
- Xanthodira dentata Sundevall

Statut de conservation UICN

 LC  : Préoccupation mineure
Le Petit Moineau (Gymnoris dentata), également appelé Moineau soulcie à ventre blanc ou Petit Moineau soulcie, est une espèce de passereaux placée dans la famille des Passeridae.

## Systématique
Le Petit Moineau a été décrit en 1850 par Carl Jakob Sundevall sous le nom scientifique de Xanthodira dentata. Il a par la suite été considéré comme faisant partie du genre Petronia et était connu sous le nom scientifique de Petronia dentata.

## Répartition
Cet oiseau vit en Afrique, du Sud de la Mauritanie à la Guinée et, vers l'est, jusqu'au sud du Soudan, au Soudan du Sud, en Érythrée et à l'Ouest de l'Éthiopie et du Yémen.

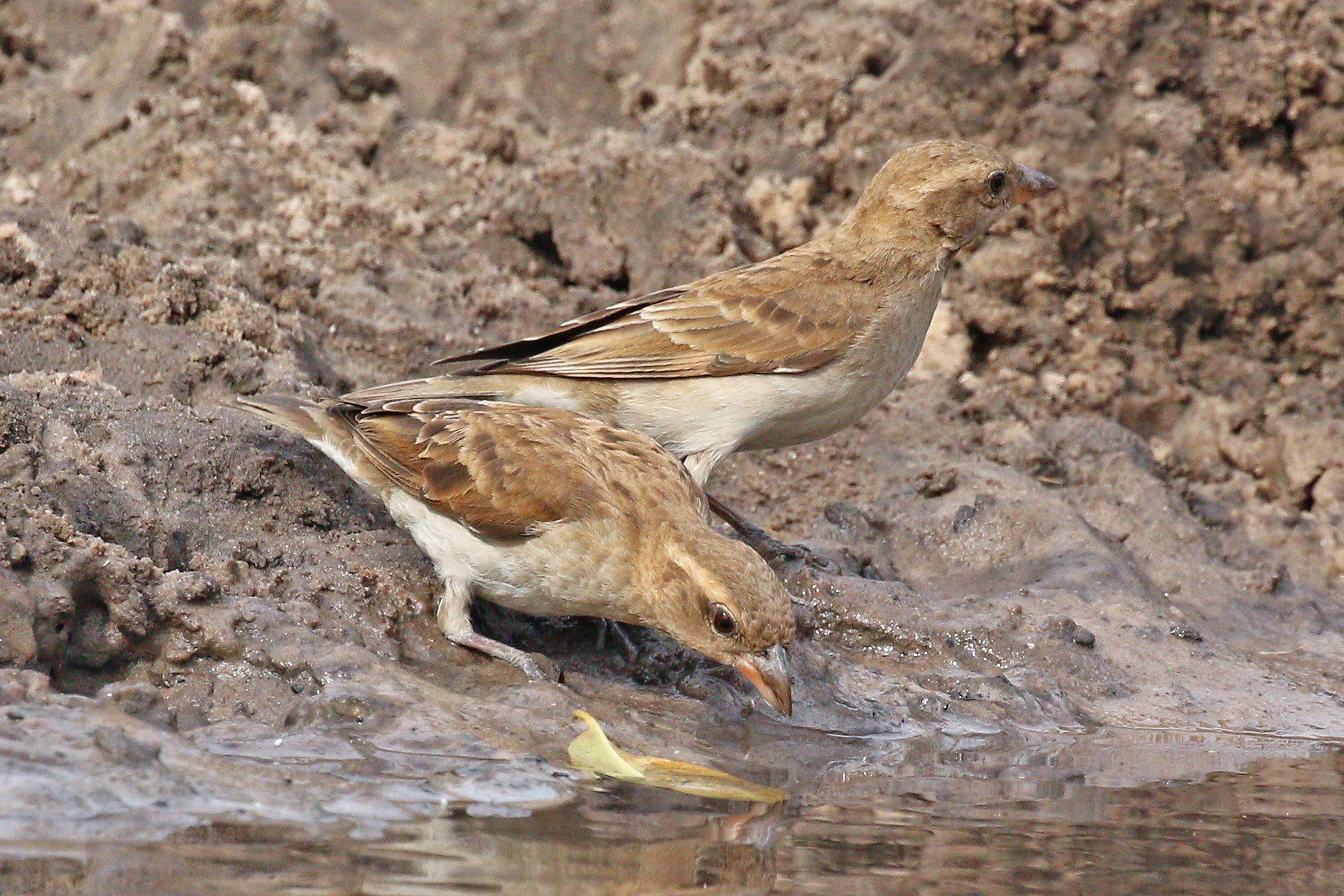
Deux femelles, au Sénégal.